# Panemeria
Panemeria là một chi bướm đêm thuộc họ Noctuidae.

## Loài
- Panemeria tenebrata (Scopoli, 1763)